# Pfeil- und Wurmgrundeln
Als Pfeil- und Wurmgrundeln wird eine Gruppe der Grundeln (Gobiidae) bezeichnet, die früher unter der Bezeichnung Microdesmidae den Status einer eigenständigen Familie hatte. Es sind kleine Fische die im tropischen Indopazifik und im tropischen Westatlantik von der Karibik bis Brasilien vorkommen. Heute gilt die Familie nicht mehr als gültig. Zusammen mit der neotenen Gattung Schindleria bilden die Gruppe der Pfeil- oder  Wurmgrundeln jedoch eine monophyletische Klade innerhalb der Grundeln.

## Merkmale
Die verschiedenen Arten der Pfeil- und Wurmgrundeln werden 4 bis 30 Zentimeter lang sind seitlich stark abgeflacht, langgestreckt, die Angehörigen der Unterfamilie der Wurmgrundeln sind aalförmig. Ihre Schuppen sind klein, cycloid und in der Haut eingebettet. Die Augen stehen seitlich am Kopf. Die Rückenflosse ist lang, erstreckt sich über den größten Teil des Körpers und kann bei den Wurmgrundeln mit der Schwanz- und der Afterflosse zu einem durchgehenden Flossensaum zusammengewachsen sein. Bei den übrigen ist die Schwanzflosse von Rücken- und Afterflosse getrennt.

## Lebensweise
Die Arten der Pfeil- und Wurmgrundeln leben als Einzelgänger, paarweise oder in kleinen Kolonien meist in Tiefen von 5 bis 50 Metern über offenen Sand- oder Schlammböden und in Korallenriffen leben. Wenige Arten gehen auch in Brack- oder Süßwasser.  Sie ernähren sich von Zooplankton, vor allem von pelagischen Krebs- und Fischlarven, die sie 20 bis 100 Zentimeter über dem Boden mit undulierenden Bewegungen schwimmend, erbeuten. Bei Störungen verschwinden sie blitzschnell, kopfüber in selbst gegrabenen Höhlen oder in Verstecken im Riff, in denen sie auch ihre Eier legen. Wahrscheinlich betreiben sie Brutpflege. Die Larven sind transparent und leben pelagisch.

## Systematik
Die Familie Microdesmidae wurde 1912 durch den britischen Ichthyologen Charles Tate Regan eingeführt. Zeitweise umfasste die Familie nur die Wurmgrundeln und die sogenannten Pfeilgrundeln wurden in die selbstständige Familie Ptereleotridae gestellt. Heute gehören alle Gattungen und Arten beider Taxa zu den Grundeln.

## Gattungen und Arten
FishBase gibt für die Familie 86 Arten (davon 31 Wurmgrundelarten) in zwölf Gattungen an:

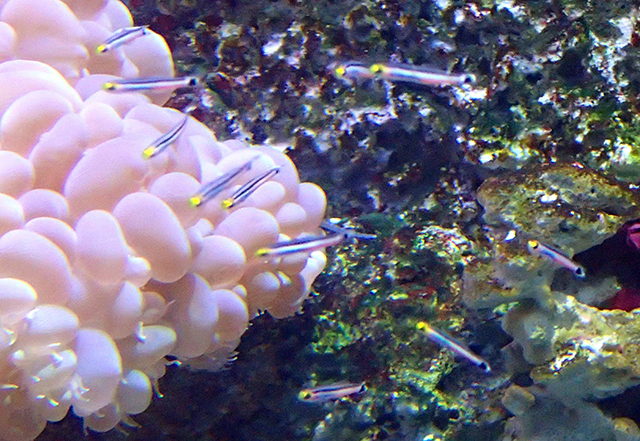
Aioliops megastigma über einer Blasenkoralle

- Gattung Aioliops Rennis & Hoese, 1987
  - Aioliops brachypterus Rennis & Hoese, 1987
  - Aioliops megastigma Rennis & Hoese, 1987
  - Aioliops novaeguineae Rennis & Hoese, 1987
  - Aioliops tetrophthalmus Rennis & Hoese, 1987
- Gattung CerdaleCerdale ionthas
  - Cerdale fasciata Dawson, 1974
  - Cerdale floridana Longley, 1934
  - Cerdale ionthas Jordan & Gilbert, 1882
  - Cerdale paludicola Dawson, 1974
  - Cerdale prolata Dawson, 1974
- Gattung Clarkichthys

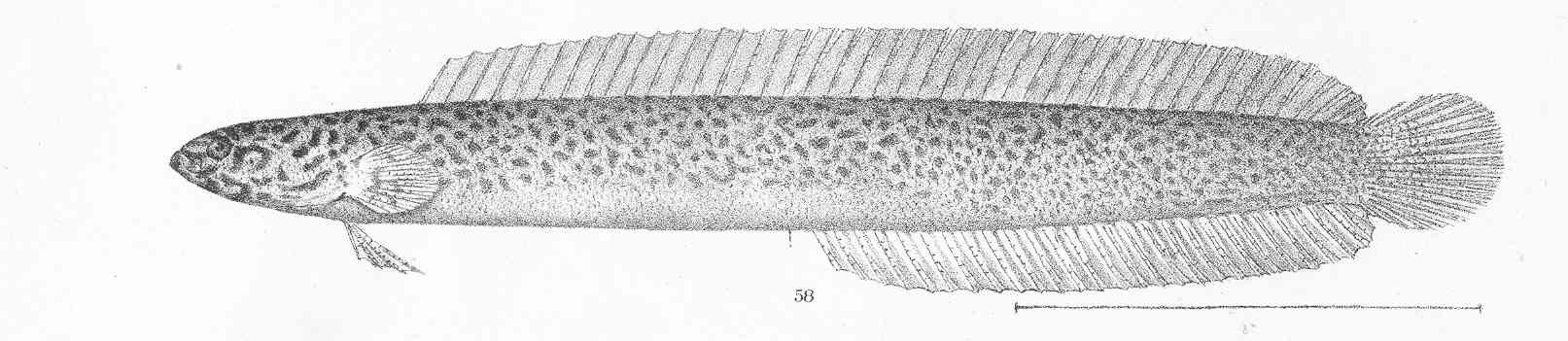
Cerdale ionthas

  - Clarkichthys bilineatus (Clark, 1936)
- Gattung GunnellichthysGunnellichthys viridescens

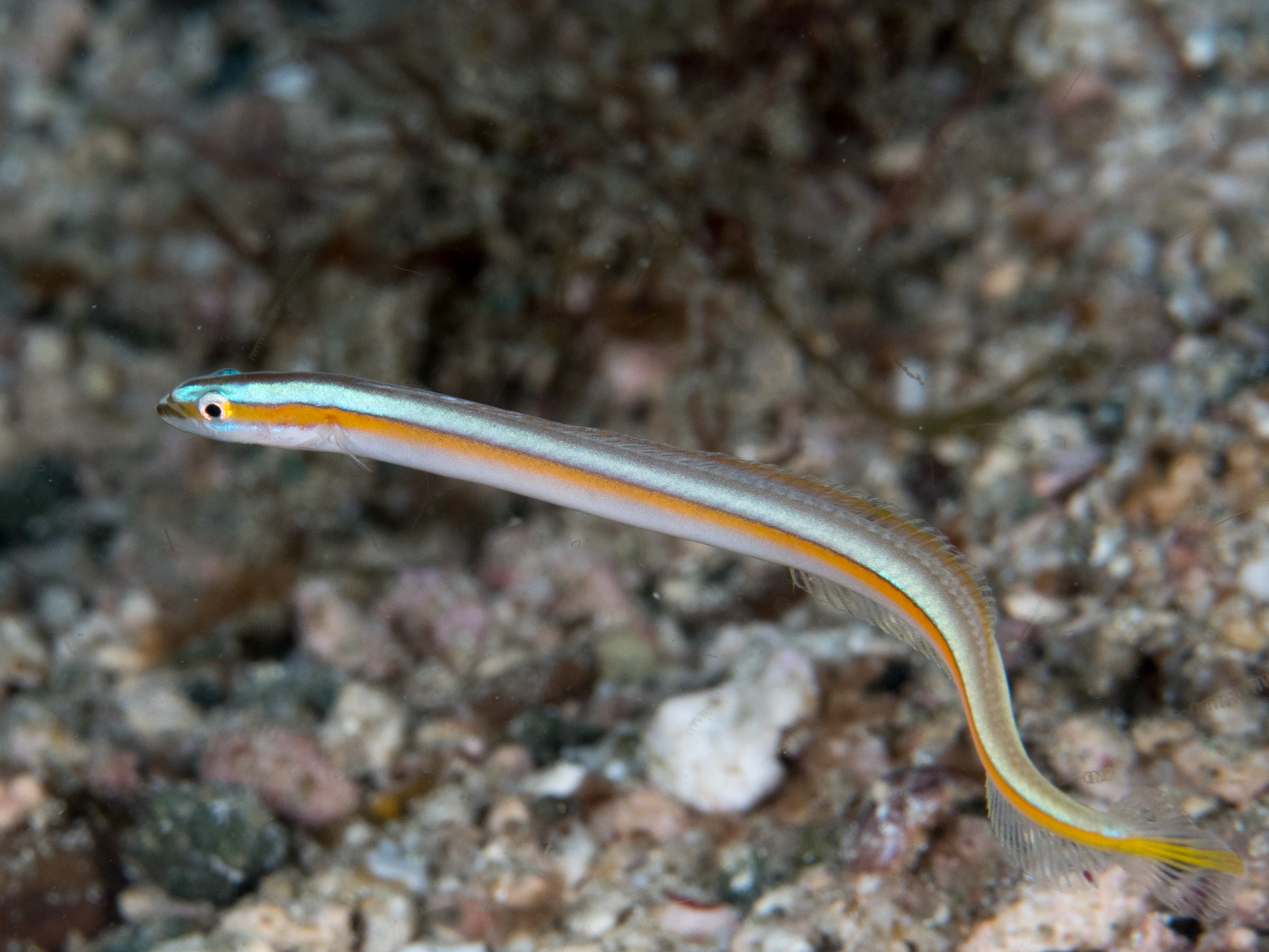
Gunnellichthys viridescens

  - Gunnellichthys copleyi (Smith, 1951)
  - Neonstreifen-Wurmgrundel (Gunnellichthys curiosus) Dawson, 1968
  - Gunnellichthys grandoculis (Kendall & Goldsborough, 1911)
  - Gunnellichthys irideus Smith, 1958
  - Einpunkt-Wurmgrundel (Gunnellichthys monostigma) Smith, 1958
  - Einstreifen-Wurmgrundel (Gunnellichthys pleurotaenia) Bleeker, 1858
  - Orangestreifen-Wurmgrundel (Gunnellichthys viridescens) Dawson, 1968
- Gattung MicrodesmusLarve von Microdesmus carri

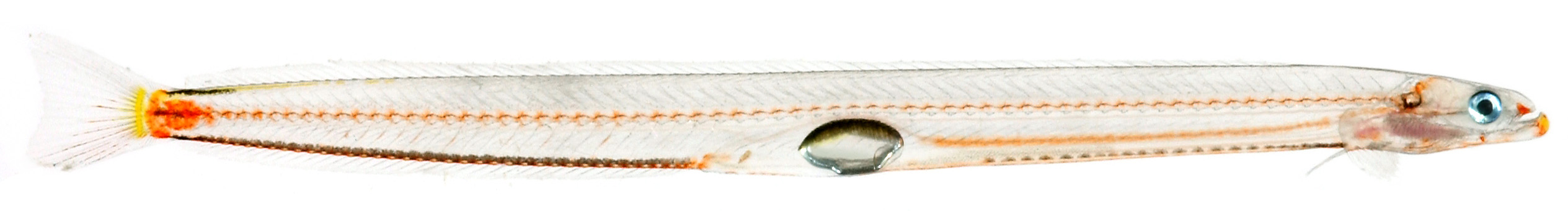
Larve von Microdesmus carri

  - Microdesmus aethiopicus (Chabanaud, 1927)
  - Microdesmus affinis Meek & Hildebrand, 1928
  - Microdesmus africanus Dawson, 1979
  - Microdesmus bahianus Dawson, 1973
  - Microdesmus carri Gilbert, 1966
  - Microdesmus dipus Günther, 1864Microdesmus dipus

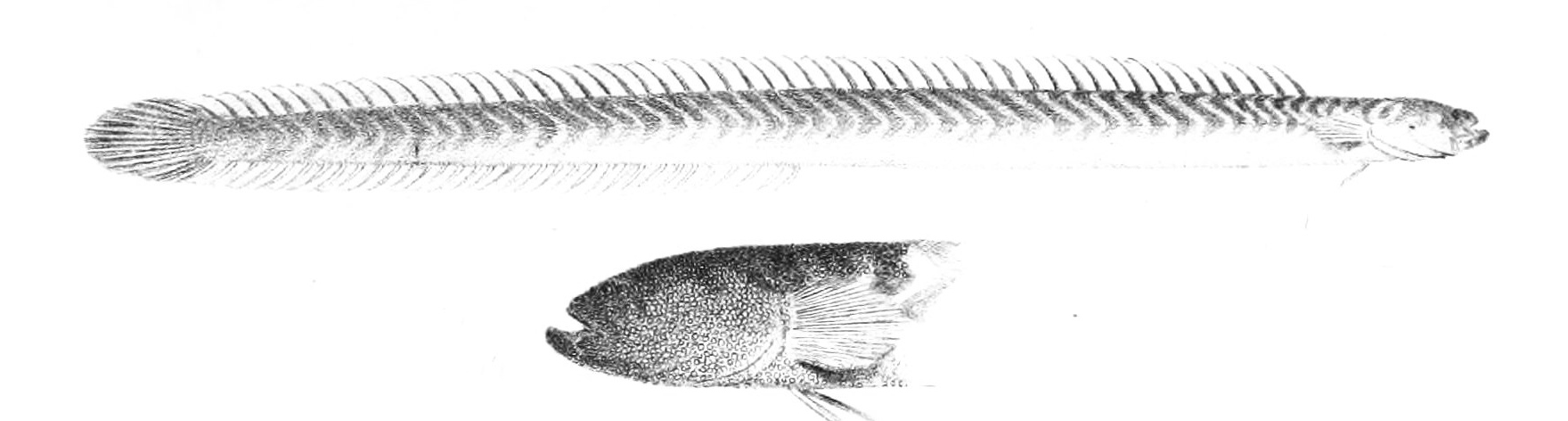
Microdesmus dipus

  - Microdesmus dorsipunctatus Dawson, 1968
  - Microdesmus lanceolatus Dawson, 1962
  - Microdesmus longipinnis (Weymouth, 1910)
  - Microdesmus luscus Dawson, 1977
  - Microdesmus retropinnis Jordan & Gilbert, 1882Microdesmus retropinnis

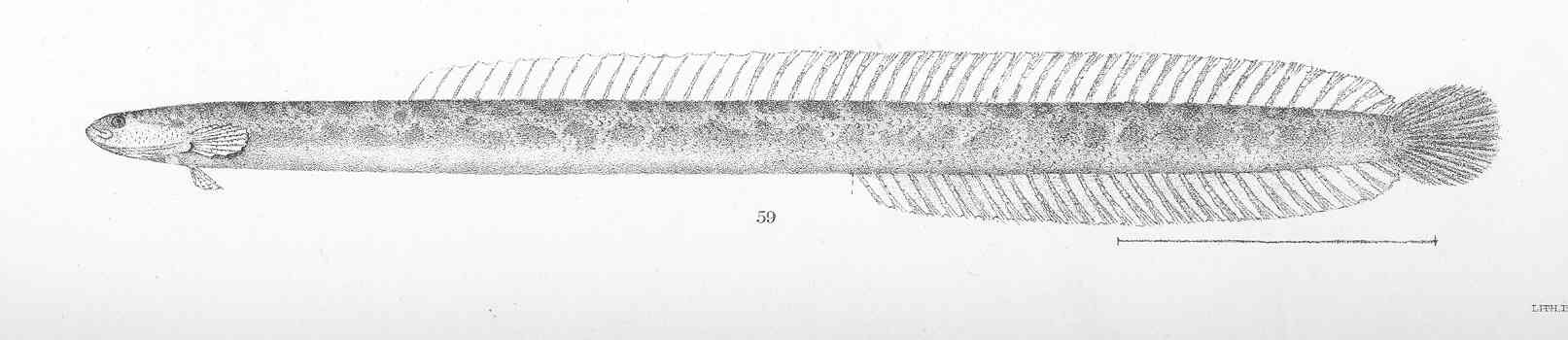
Microdesmus retropinnis

  - Microdesmus suttkusi Gilbert, 1966
- Navigobius Hoese & Motomura, 2009
  - Navigobius asayake Okamoto & Motomura, 2018
  - Navigobius dewa Hoese & Motomura, 2009
  - Navigobius kaguya Gill et al., 2017
  - Navigobius vittatus Allen et al., 2015
- Gattung Nemateleotris Fowler, 1938Feuer-Schwertgrundel

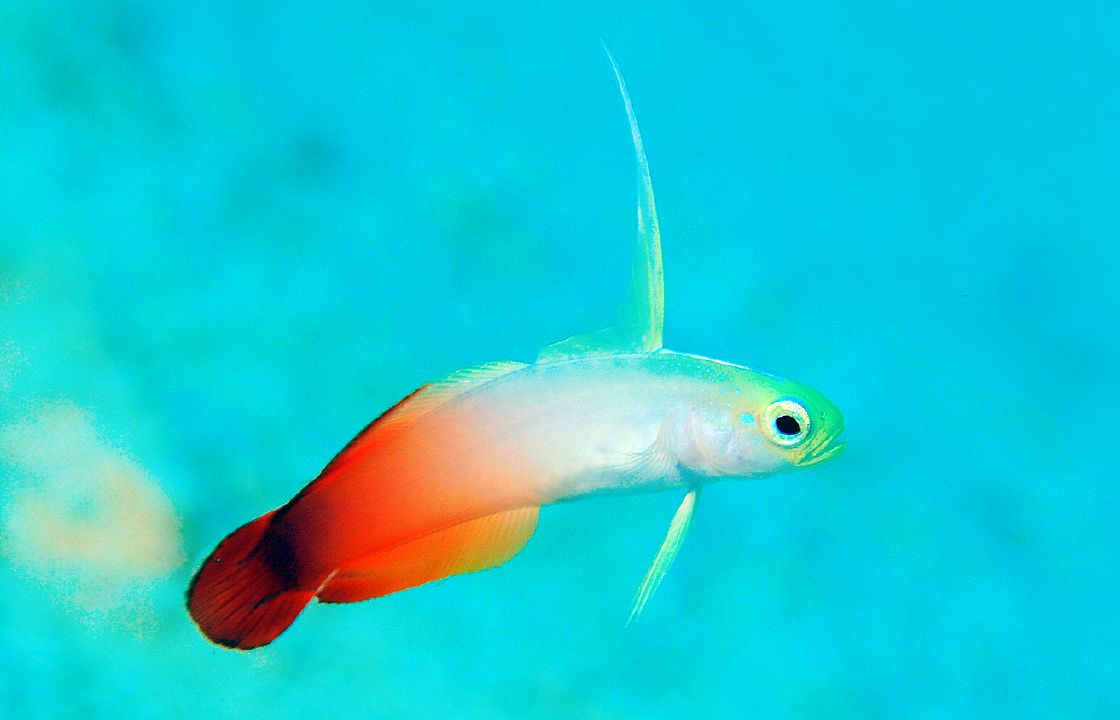
Feuer-Schwertgrundel

  - Dekor-Schwertgrundel (Nemateleotris decora) Randall & Allen, 1973
  - Nemateleotris exquisita Randall & Connell, 2013
  - Helfrichs Schwertgrundel (Nemateleotris helfrichi) Randall & Allen, 1973
  - Feuer-Schwertgrundel (Nemateleotris magnifica) Fowler, 1938

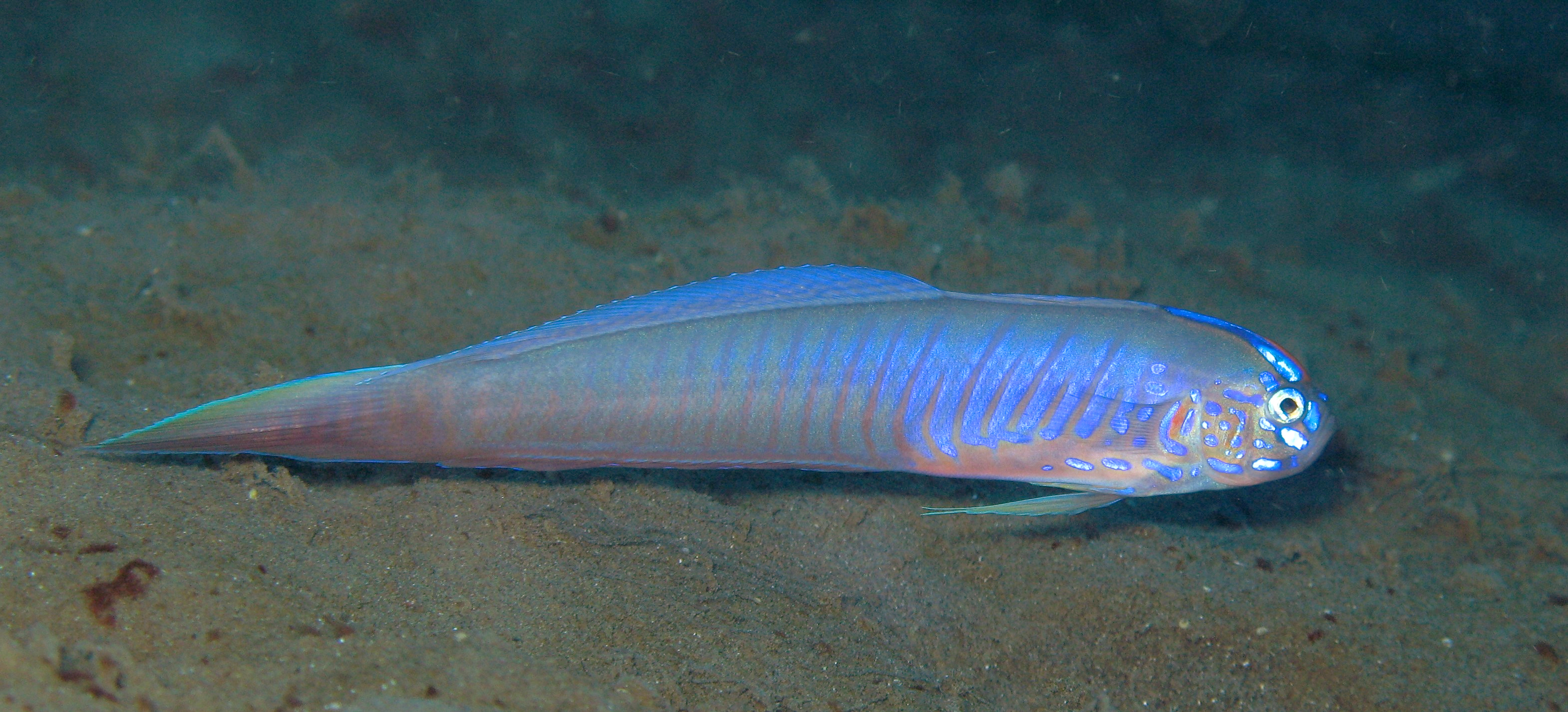
Blaustreifen-Torpedogrundel

- Gattung Oxymetopon Bleeker, 1861Blaustreifen-Torpedogrundel
  - Oxymetopon compressus Chan, 1966
  - Blaustreifen-Torpedogrundel (Oxymetopon cyanoctenosum) Klausewitz & Condé, 1981
  - Oxymetopon filamentosum Fourmanoir, 1967
  - Oxymetopon formosum (Smith, 1931)
  - Oxymetopon typus Bleeker, 1861
- Gattung Parioglossus Regan, 1912Der Holotyp von Pariogloss marginalis

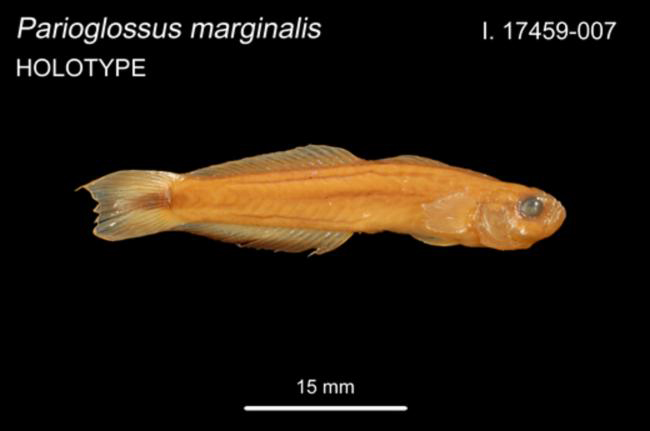
Der Holotyp von Pariogloss marginalis

  - Parioglossus aporos Rennis & Hoese, 1985
  - Parioglossus dotui Tomiyama, 1958
  - Parioglossus formosus (Smith, 1931)
  - Parioglossus galzini Williams & Lecchini, 2004
  - Parioglossus interruptus Suzuki & Senou, 1994
  - Parioglossus lineatus Rennis & Hoese, 1985
  - Parioglossus marginalis Rennis & Hoese, 1985
  - Parioglossus multiradiatus Keith, Bosc & Valade, 2004
  - Parioglossus neocaledonicus Dingerkus & Séret, 1992
  - Parioglossus nudus Rennis & Hoese, 1985
  - Parioglossus palustris (Herre, 1945)
  - Parioglossus philippinus (Herre, 1945)
  - Parioglossus rainfordi McCulloch, 1921
  - Parioglossus raoi (Herre, 1939)
  - Parioglossus sinensis Zhong, 1994
  - Parioglossus taeniatus Regan, 1912
  - Parioglossus triquetrus Rennis & Hoese, 1985
  - Parioglossus verticalis Rennis & Hoese, 1985
- Gattung Paragunnellichthys
  - Paragunnellichthys seychellensis Dawson, 1967
  - Paragunnellichthys springeri Dawson, 1970
- Gattung Ptereleotris Gill, 1863Schwarzschwanz-TorpedogrundelZebra-Torpedogrundel

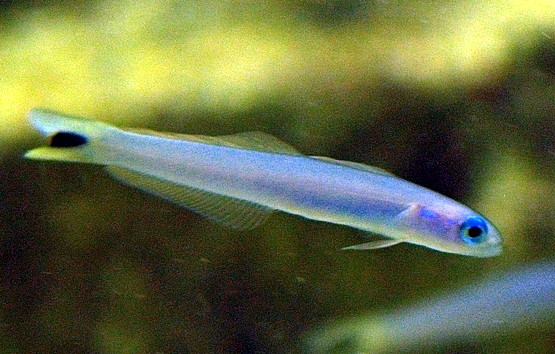
Schwarzschwanz-Torpedogrundel

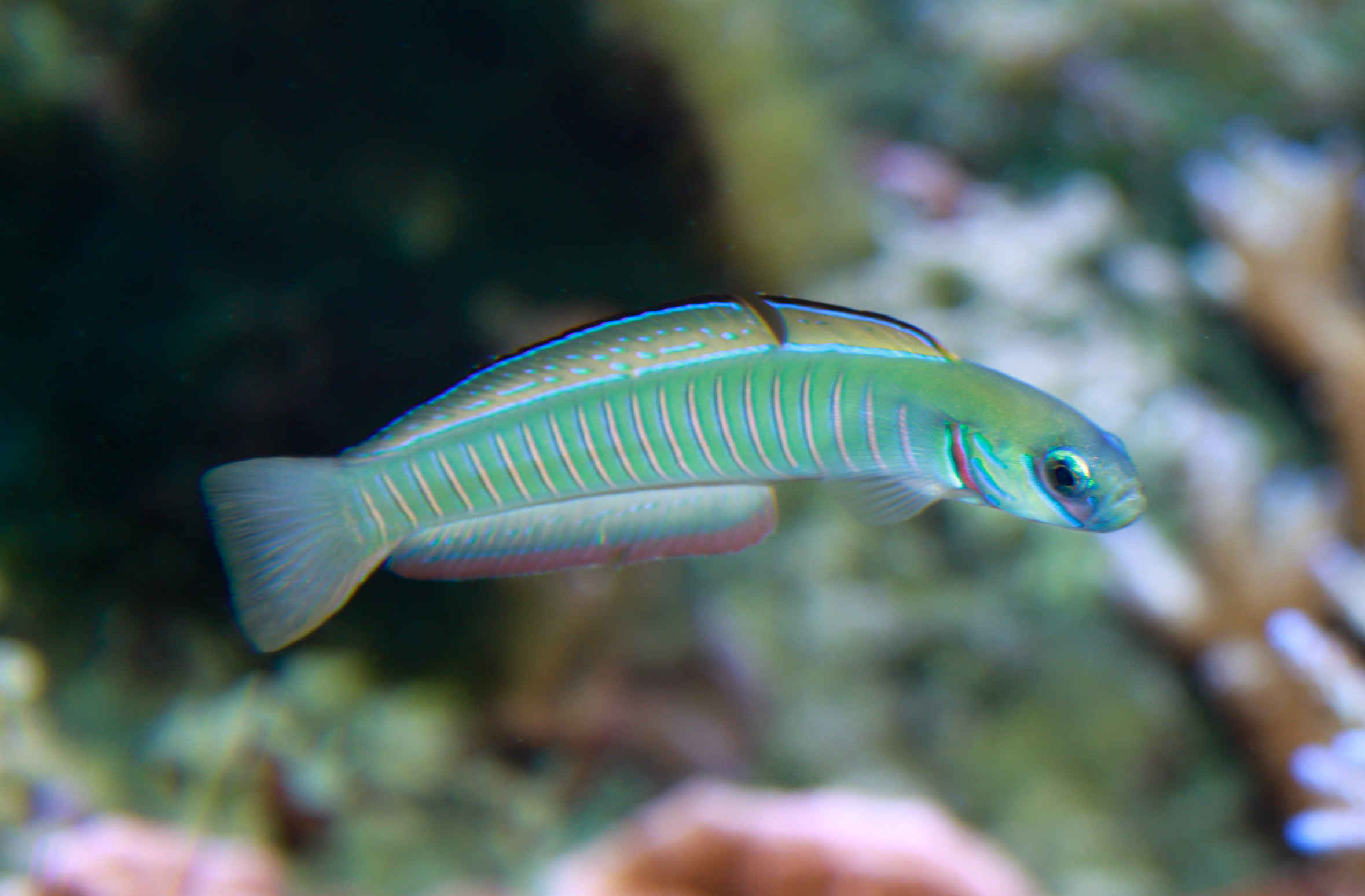
Zebra-Torpedogrundel

  - Ptereleotris arabica Randall & Hoese, 1985
  - Ptereleotris calliura (Jordan & Gilbert, 1882)
  - Ptereleotris carinata Bussing, 2001
  - Scherenschwanz-Torpedogrundel (Ptereleotris evides) (Jordan & Hubbs, 1925)
  - Mauritius-Torpedogrundel (Ptereleotris grammica) Randall & Lubbock, 1982
  - Blmen-Torpedogrundel (Ptereleotris hanae) (Jordan & Snyder, 1901)
  - Ptereleotris helenae (Randall, 1967)
  - Schwarzschwanz-Torpedogrundel (Ptereleotris heteroptera) (Bleeker, 1855)
  - Ptereleotris lineopinnis (Fowler, 1935)
  - Ptereleotris melanopogon Randall & Hoese, 1985
  - Ptereleotris microlepis (Bleeker, 1856)
  - Ptereleotris monoptera Randall & Hoese, 1985
  - Ptereleotris randalli Gasparini, Rocha & Floeter, 2001
  - Pazifische Torpedogrundel (Ptereleotris uroditaenia) Randall & Hoese, 1985
  - Zebra-Torpedogrundel (Ptereleotris zebra) (Fowler, 1938)
- Gattung Zagadkogobius Prokofiev, 2017
  - Zagadkogobius ourlazon Prokofiev, 2017